# Cartelame

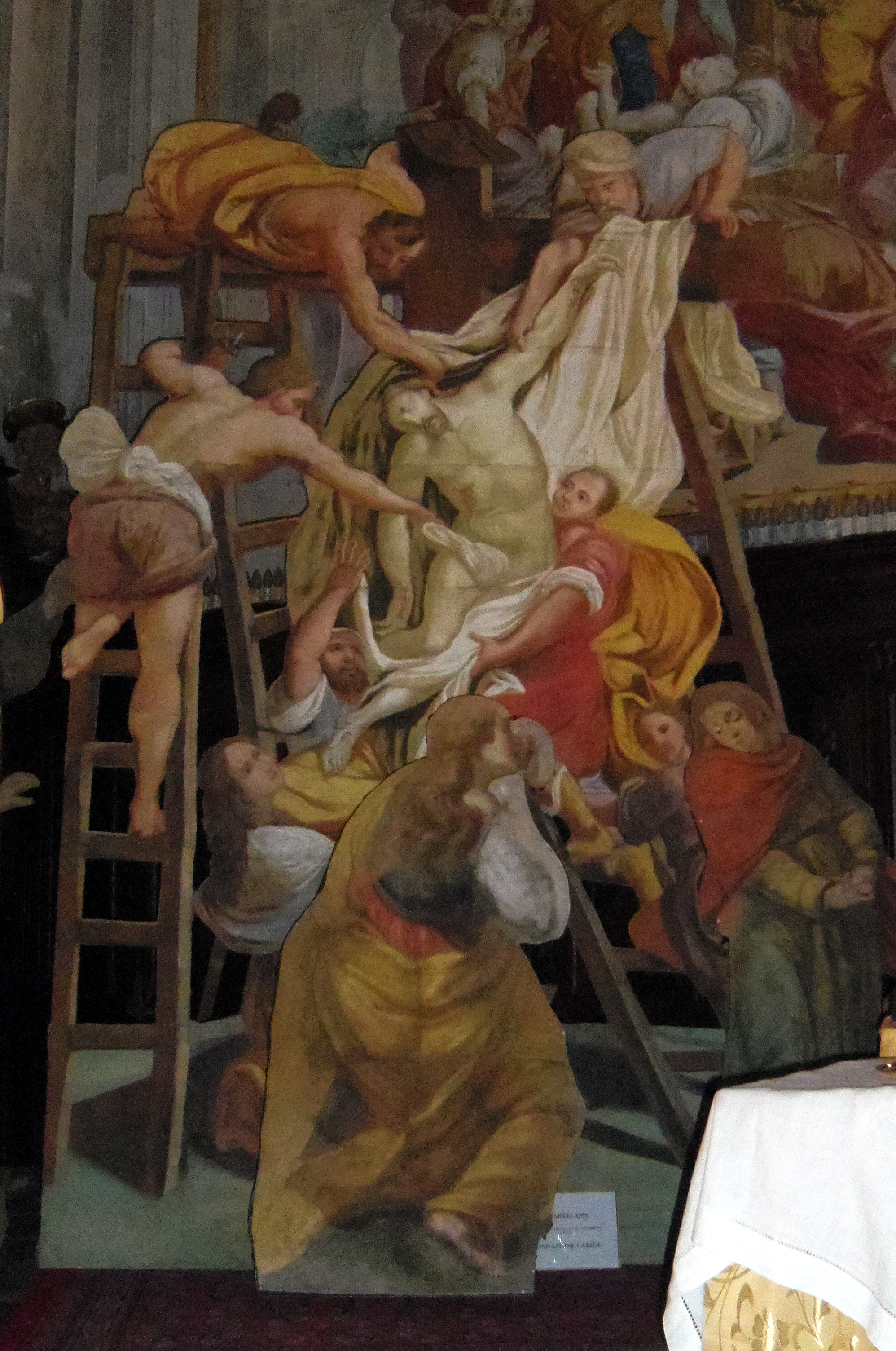
Cartelame (recto) dopo il restauro, rappresentante la Deposizione di Gesù, realizzato da Tommaso Carrega alla fine del XVIII secolo, oratorio di San Pietro, a Porto Maurizio.

Il cartelame è un apparato scenografico effimero a soggetto devozionale, allestito in chiese e oratori confraternali per il culto delle Quarant'ore e per i sepolcri della Settimana Santa.
Come la tela della Passione, il cartelame appartiene a diverse tipologie di beni culturali quasi completamente dimenticate.

## Descrizione
Si tratta principalmente di sagome in cartone (e certe volte in legno, lamiera o tela) dipinte a tempera o olio su un lato, che raffigurano scene a carattere sacro con figure umane e strutture architettoniche disegnate a dimensione reale e, spesso, rinforzate con tela o a una struttura lignea di sostegno sul retro.

## Uso
L'uso dei cartelami è attestato a partire dal Settecento e si protrae per tutto l'Ottocento in Liguria (nel ponente ligure vennero usati già a partire dal Seicento), in Corsica settentrionale, in Piemonte meridionale, e su tutto l'arco delle Alpi Marittime. In Corsica continuarono a essere prodotti fino alla metà del XX secolo. Potevano essere costruiti anche in occasione di eventi eccezionali, come per la cerimonia di beatificazione di santa Caterina Fieschi Adorno.
Inizialmente realizzati in legno per adornare il repositorio dove veniva deposta l'ostia il Giovedì Santo costituendo, presso un altare, i cosiddetti Sepolcri, volsero in scenografie raffiguranti episodi della Passione fino ad arrivare a essere, in Corsica, stanze autoportanti da montarsi all'interno dell'Oratorio o della Chiesa.

## Progetto
Nell'ambito del progetto accessit è stato realizzato un intervento di restauro conservativo su una rete di oratori presente nelle quattro regioni tirreniche Liguria, Toscana, Sardegna e Corsica che ha portato, nel dicembre 2012, all'elaborazione della guida Il teatro dei Cartelami.

## Mostre
Durante l'estate 2013 il Palazzo Ducale di Genova ospita la prima mostra dei cartelami. Intitolata Il gran teatro dei cartelami. Scenografie tra mistero e meraviglia, l'esposizione presenta oltre cento pezzi di grandi dimensioni trovati fra i Pirenei e la Toscana.
Tra dicembre 2013 e gennaio 2014 la cappella della Galleria nazionale di palazzo Spinola presenta un presepe dei cartelami  realizzato da Guido Zibordi.
A Laigueglia, nel 2014, in occasione della Settimana Santa, è stato esposto nella chiesa di san Matteo il grande cartelame (16 metri di altezza) detto Sepolcro istoriato: è considerato il più importante cartelame di tutto il Ponente Ligure ed è il più grande interamente conservato al mondo.